# Ringlemere Gold Cup
Der Ringlemere Gold Cup ist ein bronzezeitlicher Becher, der 2001 im Ringlemere Barrow in der Nähe von Sandwich in Kent in England gefunden wurde. Die Form hat Parallelen in der Aunjetitzer Kultur und in der Emilia-Romagna (Montecchio Emilia) ähnelt aber am meisten dem acht Zentimeter hohen, 1837 in Cornwall gefundenen Rillatonbecher.

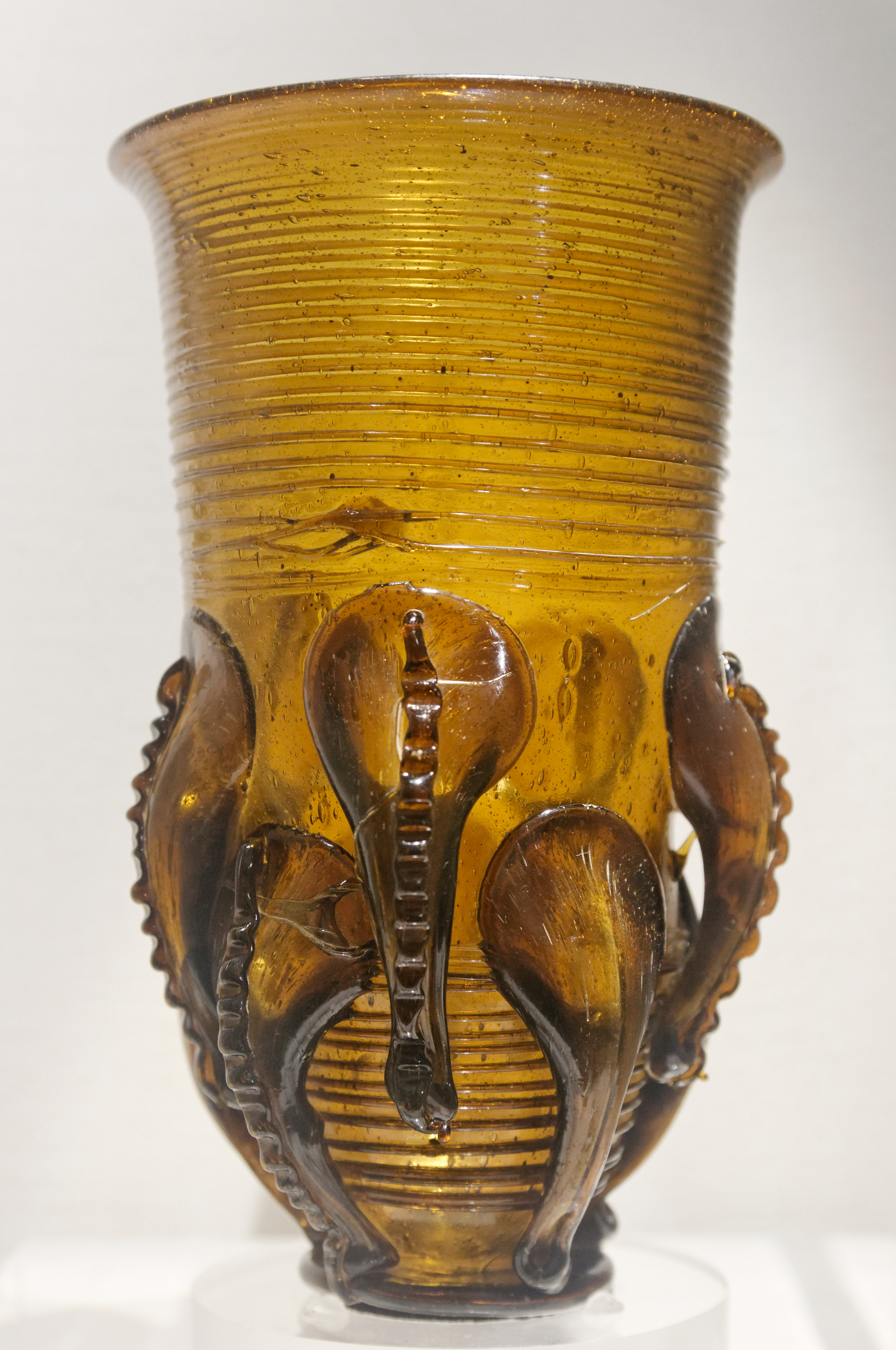
Klauenbecher

Der von einer Pflugschar stark beschädigte Becher war 14 cm hoch und horizontal gerippt. Er gleicht der spätjungsteinzeitlichen (etwa 2300 v. Chr.) Keramik mit Schnurdekor. Die Untersuchung ergab, dass der Becher aus einem einzigen Goldbarren gehämmert war und einen Spitzboden hatte. Nur sechs ähnliche Becher, die alle aus dem Zeitraum zwischen 1700 und 1500 v. Chr. stammen, wurden bisher in Europa gefunden. Die anderen Beispiele stammen aus Deutschland (2) – Fritzdorfer Goldbecher und Goldbecher aus Gölenkamp, aus der Schweiz (2 – Goldbecher von Eschenz), aus der Bretagne (1) und ein Becher unbekannter Herkunft.
Die ordnungsgemäße Ausgrabung erbrachte unvermutet, dass an der Stelle ein Grabkomplex aus der frühen Bronzezeit (etwa 2300 v. Chr.) bestand und der zerpflügte Grabhügel etwa 5,0 m hoch war und einen Durchmesser von mehr als 40 m hatte. Der umgebende Graben mit flachem Boden war 5,0 bis 6,0 m breit und 1,35 m tief. An der Stätte wurden Belege für neolithische Aktivitäten gefunden, darunter die mit Abstand größte Ansammlung von Rillenware (englisch Grooved ware) in Kent. Im Hügel wurde der Klauenbecher (englisch Claw beaker) von Ringlemere gefunden.